# Hypoptychidae
Gli Hypoptychidae sono una famiglia di pesci ossei marini appartenenti all'ordine Gasterosteiformes.

## Distribuzione e habitat
Sono endemici del nord dell'Oceano Pacifico occidentale, dal Giappone e la Corea al mare di Okhotsk, in mari freddi o temperati freddi. Fanno vita costiera.

## Descrizione
Il corpo è allungato, la pinna dorsale e la pinna anale sono simmetriche e inserite nella metà posteriore del corpo. Le pinne ventrali sono assenti (ed è assente anche il cinto pettorale). Non sono presenti scaglie. I maschi hanno alcuni denti sull'osso premascellare. Non sono presenti gli scudetti ossei laterali comuni in altri Gasterosteiformes.
La taglia è piccola, non superando i 12 cm cm.

## Specie
- Genere Aulichthys
  - Aulichthys japonicus
- Genere Hypoptychus
  - Hypoptychus dybowskii[2]